# Parafia św. Jakuba Apostoła w Słupi
Parafia pw. św. Jakuba Apostoła w Słupi – rzymskokatolicka parafia należąca do dekanatu bielskiego, diecezji płockiej, metropolii warszawskiej.
Erygowana w roku 1379 przez biskupa płockiego Dobiesława z Gulczewa.